# Show Me Your Love (canción de Super Junior)
"Show Me Your Love" es un CD Single donde solo participa TVXQ y Super Junior, fue lanzado el 15 de diciembre de 2005. El sencillo llegó al #1 en la lista de álbumes del "MIAK K-pop"  y vendió 49.945 unidades a finales de año.
Las letras de rap para "Show Me Your Love" fue escrito por los miembros de Super Junior, Heechul, Shindong y Eunhyuk.

## Vídeo musical
- El video musical comienza con una sesión de fotos para el invierno de TVXQ y Super Junior.
- Super Junior se agota y se retiran a sus asientos. TVXQ trae su espíritu y para comenzar la canción dicen : '" Yeah , What a sweet time TVXQ, with a new family Super Junior"' (Que buen momento TVXQ, con una nueva familia Super Junior) .
- Los dos grupos cantan juntos bajo la nieve, en las capillas, sobre barcos y en otros sitios similares que son rodeados por espíritus Navideños.

## Lista de canciones
1. "Show Me Your Love" - TVXQ y Super Junior — 4:07
2. "I Wanna Hold You" - TVXQ — 4:14
3. "I'm Your Man" - Super Junior — 3:44
4. "Show Me Your Love" [Instrumental] — 4:04

## Personal Musical
TVXQ
- Xiah Junsu – voz (principal, fondo)
- Micky YooChun – voz (principal, rap, fondo)
- Hero JaeJoong – voz (principal, fondo)
- Max Changmin – voz (principal, fondo)
- U-know Yunho  – voz (principal, rap, fondo)

Super Junior
- Leeteuk – voz (principal, fondo)
- Heechul – voz (rap, fondo)
- Han Geng – voz (principal, fondo)
- Yesung – voz (principal, fondo)
- Kang-in – voz (principal, fondo)
- Shindong – voz (rap, fondo)
- Sungmin – voz (principal, fondo)
- Eunhyuk – voz (rap, fondo)
- Donghae – voz (principal, fondo)
- Siwon – voz (principal, fondo)
- Ryeowook – voz (principal, fondo)
- Kibum – voz (fondo)

## Lista de éxitos y ventas

### Korea Top 50 Monthly Charts
| Fecha             | Posición | Venta Total |
| ----------------- | -------- | ----------- |
| Diciembre de 2005 | 1        | 49,945      |
| Enero de 2006     | 16       | 56,141      |

## Foto
- Portada Oficial del CD Show Me Your Love

## Páginas Oficiales
- SM Entertainment
- Página oficial de TVXQ Archivado el 18 de abril de 2012 en Wayback Machine.
- Página oficial de TVXQ en Japón – Avex Trax
- Página oficial de Super Junior Archivado el 8 de noviembre de 2017 en Wayback Machine.
- Página oficial de Super Junior en Japón – Avex Trax

- Datos: Q486590